# Милая Эмма, дорогая Бёбе
«Милая Эмма, дорогая Бёбе» (венг. Édes Emma, drága Böbe) c подзаголовком «Эскизы, обнажённые фигуры» (венг. Vázlatok, aktok) — венгерский 81-минутный цветной художественный фильм, который был снят в 1991 году. Его режиссёром и автором сценария является Иштван Сабо.

## Сюжет
Действие фильма происходит в Будапеште во время изменений в политическом строе. Он показывает потерю почвы и поиски выхода жертвами перемен.
После того как в венгерских школах русский язык перестал быть обязательным предметом, две учительницы русского языка, Эмма и Бёбе, оказываются лишними. Они проходят переквалификацию на учителей английского языка на вечерних курсах. Несмотря на своё высшее образование, Эмма вынуждена продавать газеты, её любовные отношения с трусливым директором школы Штефаничем безысходны. Учительский коллектив теряет чувство безопасности и распадается на жалких, обвиняющих друг друга типов. В одной из характерных сцен фильма выстраивающиеся в ряд голые женщины, учительницы — среди них Бёбе, медсёстры, женщины, окончившие профучилище, — ждут с надеждой, что они успешно пройдут пробные съёмки в киностудии. Бёбе вступает в отношения с иностранцами, из-за спекуляции валютой у неё возникают проблемы с полицией, в конце концов, потеряв надежду, она выбрасывается из окна педагогического общежития.

## Как фильм был принят
Фильм был снят с маленьким бюджетом, по сравнению с предыдущими фильмами режиссёра, на это указывает подзаголовок «Эскизы, обнажённые фигуры». Сюжет проще, герои незначительнее, но историческое настоящее — время съемок — происходит из повседневной венгерской действительности. Это часто подчёркивали тогдашние критики фильма.
Фильм впервые показали на XXIII Венгерском кинофестивале, премьера в кинотеатрах состоялась 20 марта 1992 года.

## В ролях
- Йоханна Тер Стеехе (Эмма)
- Эникё Берчек (Бёбе)
- Петер Андораи (директор Штефанич)
- Ева Керекеш (Сунди)
- Хеди Темеши (тетя Мария)
- Эржи Пастор (тетя Рожа)
- Ирма Паткош (тетя Хермина)
- Ирэн Бодиш (мама Эммы)
- Эржебет Гаал (кладовщица)
- Золтан Мучи (Силард, учитель рисования)
- Тамаш Йордан (капитан Саглар)
- Габор Матэ (дежурный офицер)

## Награды
- 1992: Берлин — премия «Серебряный Медведь»
- 1992: Премия Феликс за лучший сценарий, Йоханна Тер Стеехе номинирована в категории «лучшая актриса»
- 1992: Рим — премия «Серебряная лента» Итальянского союза киножурналистов лучшему европейскому режиссёру года
- 1993: премия Венгерских кинокритиков Йоханне Тер Стеехе за лучшую женскую роль